# Sidi Aïssa
Sidi Aïssa är en ort i Algeriet.   Den ligger i provinsen M'Sila, i den norra delen av landet, 120 km sydost om huvudstaden Alger. Sidi Aïssa ligger 662 meter över havet och antalet invånare är 69 740.

## Terräng och klimat
Terrängen runt Sidi Aïssa är platt österut, men västerut är den kuperad. Runt Sidi Aïssa är det ganska tätbefolkat, med 124 invånare per kvadratkilometer. Det finns inga andra samhällen i närheten. Omgivningarna runt Sidi Aïssa är i huvudsak ett öppet busklandskap.